# 모니카 슈나레
모니카 슈나레(Monika Schnarre, 1971년 5월 27일 ~ )는 캐나다의 모델, 배우, 텔레비전 사회자이다. 1986년 포드 슈퍼모델 오브 더 월드(Ford Supermodel of the World) 우승자이다.